# Hideyuki Sakai
Sakai Hideyuki (坂井秀至; Sanda, 23 aprile 1973) è un goista giapponese di grado 8 dan.

## Biografia
La passione per il go lo conquista fin da giovanissimo ma a differenza di altri giocatori prima di diventare un professionista Sakai ha seguito un regolare percorso di studi e si è laureato in medicina alla Kyoto University. Negli anni '90 era senza dubbio il miglior giocatore dilettante del Giappone, vincendo diversi tornei amatoriali e nel 2000 divenne anche campione del mondo dei dilettanti. In seguito a questo risultato la Kansai Ki-in gli conferì un attestato speciale da 8° dan dilettante (i dan per i giocatori amatoriali sono solo 7). In seguito a delle vittorie contro dei professionisti di grado 5° dan e uno di 7° dan la federazione del Kansai gli offrì di diventare un professionista, promuovendolo a 5° dan pro.
Diventato professionista, nel 2003 vinse il campionato della Kansai Ki-in e l'anno seguente fu finalista nel Shinjin-O perdendo contro Tomochika Mizokami. È stato per anni presenza fissa nelle fasi finali dei tornei più importanti, il punto più alto della sua carriera è stata la vittoria del Gosei nel 2010 battendo Cho U.

## Palmarès
| Nazionali                | Nazionali           | Nazionali            |
| Titolo                   | Vittorie            | Finalista            |
| ------------------------ | ------------------- | -------------------- |
| Gosei                    | 1 (2010)            | 1 (2011)             |
| Kansai Ki-in Primo Posto | 4 (2003, 2011–2013) | 3 (2004, 2007, 2014) |
| Shinjin-O                |                     | 1 (2004)             |
| Sankei Pro-Ama           |                     | 2 (2006, 2007)       |
| Totale                   | 5                   | 7                    |